# Mount Kathleen
Il Monte Kathleen (in lingua inglese: Mount Kathleen) è un picco roccioso alto circa 900 m, che rappresenta il punto centrale nonché la più alta elevazione dell'Ebony Ridge, all'estremità settentrionale del Commonwealth Range, catena montuosa che fa parte dei Monti della Regina Maud, in Antartide.  
Fu scoperto dalla Spedizione Nimrod (British Antarctic Expedition, 1907–09) guidata dall'esploratore polare britannico Ernest Shackleton, che ne assegnò la denominazione in onore della sua sorella maggiore Kathleen Shackleton (1884-1961).